# Оравські Бескиди
Ора́вські Бески́ди (словац. Oravské Beskydy) — гірський масив в північній Словаччині.
Найвища точка — Бабина Гора, 1 725 м. По хребту Оравських Бескид проходить державний кордон з Польщею. З польського боку масив зветься Живецькі Бескиди.

## Гідрографія
Протікають
- Бистра[1]
- Бистрий потік[2]
- Гласна-Рєка[3]
- Глибокий потік[4]
- Длга-Вода[5]
- Калужовка[6]
- Рандова[7]
- Фурандовський потік[8]
- потік Хмуров[9]
- Юріков потік[10]
- Яворовий Потік[11]